# Abílio Pereira de Carvalho
Abílio Pereira de Carvalho (Cujó, Portugal, 10 de Junho de 1939) é um professor, historiador e poeta português. É um grande promotor da História Local e investigador de lendas e tradições das regiões de Castro Daire e Castro Verde.

## Biografia
Abílio Pereira de Carvalho nasceu a 10 de Junho de 1939 na freguesia de S. Joaninho (povoação de Cujó que se tornou freguesia independente em 1949), concelho de Castro Daire, distrito de Viseu.
Aos 20 anos de idade embarcou para Moçambique, donde regressou em 1976. Foi colocado na Escola Preparatória de Castro Verde (Alentejo) e, em 1983 regressou ao seu concelho de origem, Castro Daire, lecionando na Escola Prepartória da vila. Conciliando o exercício docente com a investigação voltada para a História Local, defensor da imprensa regional nela tem divulgado temas de conteúdo histórico local, cultura, "usos, costumes e tradições", política e opinião.
É licenciado em História pela Faculdade de Letras da Universidade Clássica de Lisboa. Em 1999, por despacho número 5983/99 publicado na II Série do Diário da República n.º 70 de 24 de Março, o senhor Ministro da Educação, Professor Doutor Marçal Grilo, reconhece-lhe o mérito excepcional e atribui-lhe a menção de "Excelente".

## Órgãos em que colaborou
- «Jornal do Alentejo» (extinto), Beja.
- «Diário do Alentejo», Beja.
- «Castra Castrorum», Boletim informativo, Castro Verde.
- «Jornal de Província», Anadia.
- «Voz do Montemuro»  (extinto), Castro Daire.
- «Notícias do Paiva», Vila Nova de Paiva
- «Boletim Municipal de Castro Daire», Castro Daire.
- «Lamego Hoje», Lamego.
- «Notícias de Castro Daire», Castro Daire.
- «Gazeta da Beira», S. Pedro do Sul
- «Revista AnimArte», Viseu
- Boletim da Fundação Aquilino Ribeiro, Soutosa.

## Títulos Publicados
- 1984 - «Resenha Histórica da Associação dos Bombeiros Voluntários de Castro Daire» (opúsculo), edição desta Associação.
- 1986 - «Vínculo de Sebastião Vieira», edição da Câmara Municipal de Castro Daire.
- 1989 - «História de Uma Confraria», edição da Câmara Municipal de Castro Verde (Alentejo)
- 1990 - «Misericórdia de Castro Daire», edição da Santa Casa da Misericórdia.
- 1991 - «MÕES - Terra Que Já Foi Concelho» edição da Junta de Freguesia de Mões,
- 1993 - «CUJÓ - Uma Terra de Riba-Paiva», edição da Junta de Freguesia de Cujó.
- 1993 - «Castro Daire Em três Tempos» (opúsculo), edição da Repartição de Finanças de Castro Daire.
- 1994/1995 - Durante este ano lectivo, com o aval do Ministério da Educação e do Professor Jorge Custódio,  gozou a licença sabática para execução do  "Projecto de Investigação Aplicada", subordinado ao título «Indústria, Técnica e Cultura».
- 1995 - «CASTRO DAIRE - Indústria, Técnica e Cultura», edição da Câmara Municipal.
- 1999 - por despacho número 5983/99, publicado na II Série do Diário da República nº  70 de 24 de Março, o senhor Ministro da Educação, Professor Doutor Marçal Grilo, face ao relatório amplamente documentado sobre a sua actividade docente dentro e fora da Escola, reconheceu-lhe o mérito excepcional e atribui-lhe a menção de «Excelente».
- 2000 - «Julgamento"» (romance histórico) edição da Palimage Editores, Viseu.
- 2001 - «Mosteiro da Ermida»- edição do autor.
- 2003 - «Rota Sinuosa», edição do autor.
- 2003 - «São Macário e a Bruxa Voadora» (opúsculo), edição do autor.
- 2004 - «Lendas de Cá Coisas do Além», edição do autor
- 2005 - «Castro Daire, Os Nossos Bombeiros, A Nossa Música», ediçãoda Câmara Municipal
- 2005 - «GENERAL JOAQUIM JOSÉ ÁLVARES», Biografia (resumo), edição do autor (on.line)
- 2006 - «Memórias Minhas: Portugal - Moçambique», edição do autor
- 2007 - «Ester, Pegadas no Tempo», edição do autor
- 2010 - «Afonso Henriques, História e Lenda», edição de autor
- 2010 - «Implantação da República em Castro Daire». edição da Câmara Municipal de Castro Daire
- 2011 - «Figuras Pró e Contra a República em Castro Daire» (Separata do livro «Implantação da República em Castro Daire», edição da C. Municipal
- 2013 - "Castro Daire, Igreja Matriz", edição do jornal "Notícias de Castro Daire".
- 2014 - "Castro Daire, Capela de Santo António", edição da "Comissão de Culto e Representante dos Herdeiros".
- 2014 - "Castro Daire, Imprensa Local (1890 - 1960)" - Edição Câmara Municipal de Castro Daire.
- 2015 - "O Homem da Nave, Devoto de Diana" - Edição PC Publicidades, Castro Daire.